# Kato (DJ)
 For alternative betydninger, se Kato. (Se også artikler, som begynder med Kato)
Kato (født Thomas Kato Vittrup; 13. september 1981 i Thisted) er en dansk DJ og producer inden for house-genren.

## Biografi
Kato startede med fire skolekammerater mobil-diskotek Power Players som 12-årig, og begyndte at spille som DJ på diskoteker som 17-årig. Kato blev i 2003 nomineret til Danish DeeJay Awards. Kato har i årene 2005-2009 remixet for andre artister, men har siden 2007 skrevet og produceret sin egen musik.
Han fik sit kommercielle gennembrud med singlen "Turn the Lights Off", med sangeren Jon Nørgaard. Sangen blev udsendt den 1. januar 2010 og modtog platin for 30.000 solgte eksemplarer i starten af august 2010. På nummeret, der er en coverversion af DJ Jose fra 2007, synger Jon, der blandt andet er kendt fra Popstars og sit samarbejde med duoen Musikk.
Kato udsendte den 1. marts 2010 sit debutalbum, Discolized på det danske pladeselskab disco:wax. På albummet optræder gæster som Jon, Outlandish, Dr. Alban, Terri B, U$O og Johnson. Anden single fra albummet, "Hey Shorty (Yeah Yeah Pt. II)", der gæstes af rapperne U$O og Johnson, udkom den 26. april. Det blev Katos største hit til dato, med en placering som nummer to på den danske hitliste, samt over 30.000 solgte eksemplarer. Albummets tredje single, "Desert Walk", et samarbejde med rapgruppen Outlandish, har solgt 15.000 eksemplarer.
Den 27. december 2010 udsendte Kato singlen "Sjus" med Ida Corr, Camille Jones og Johnson. Dette var en forløber for genudgivelsen af debutalbummet kaldet Discolized 2.0. "Sjus" gik direkte ind på førstepladsen på hitlisten, og blev dermed Kato's første nummer-ét hit. 
Kato har tidligere været hjælpedommer for Cutfather i X Factor 2012. Ligeledes har han været en del af juryen i Dansk Melodi Grand Prix i 2013. Han har desuden været vært til den årlige Voice-koncert i Tivoli i både 2013 og 2014.
Han vandt i 2007 og 2009 prisen som "Årets danske mainstream DJ" ved Danish DeeJay Awards. I 2011 vandt Kato i kategorien "Årets danske hit" for singlen "Hey Shorty (Yeah Yeah Pt. II)" ved Zulu Awards.
Kato har haft gang i nogle sideprojekter. Bl.a. under navnet Vittrup med sangen "Live Forever" featuring Jeremy Carr og Boy Meets Disco, sammen med Jon Nørgaard, med sangen "Live Louder". Han har også startet sit eget pladeselskab YeahYeah.
Kato har tidligere været radiovært på Radio Skive, ANR, The Voice, Radio Viborg Hit FM og Radio ABC. Efter 10 års pause fik han i starten af januar 2022 sit eget program på DR P3 hver fredag mellem 16 og 18. Programmets navn, "Bræk det ned", er en reference til hittet "Hey Shorty", hvor Marc Johnson på i slutningen af nummeret råber "Kato, bræk det ned!". Programmet var indledningsvist kun planlagt til at køre i 3 måneder, mens P3-værten Andrew Moyo, der forinden havde været vært for programmet "Tættere på himlen" på dette sendetidspunkt, var på barsel. Dog blev "Bræk det ned" så populært, at det fortsatte efter de indledende tre måneder, og "Tættere på himlen" blev flyttet til de to forgående timer, da det vendte tilbage til sendefladen. Pr. november 2023 er "Bræk det ned" fortsat en fast del af programfladen på DR P3 om fredagen.

## Kato i udlandet
Den 15. juli 2010 blev det offentliggjort at Kato har skrevet kontrakt med pladeselskabet Universal i Tyskland. Kontrakten indeholder aftaler om udgivelse af singler og album i Tyskland samt markedsføring og deltagelse i tv-shows.
27. november 2013 kunne Kato afsløre, at han nu har underskrevet en pladekontrakt med Warner Music i Tyskland, så hans musik fremover bliver udgivet der. Han spiller over 50 koncerter i 2014 i landet. Første single som udgives i Tyskland er "Dimitto (Let Go)".
"Dimitto (Let Go)" udkom i februar 2014 i Tyskland, Schweiz og Østrig, og i marts 2014 i Holland, Rumænien, Bulgarien, Ungarn, Spanien og Portugal.
Den 24. februar 2017 udgav Kato singlen "Show You Love" i samarbejde med Sigala og Hailee Steinfeld, der blev udgivet internationalt gennem Universal Music og remixet af blandt andre Thomas Gold. 

## Diskografi
- Discolized (2010)
- Discolized 2.0 (2011)
- Behind Closed Doors (2013)
- Now (2015)

## Priser
- Danish DeeJay Awards 2007 (Danish deejay battle)
- Danish DeeJay Awards 2007 (Årets danske mainstream-deejay)
- Danish DeeJay Awards 2008 (Danish deejay battle)
- Danish DeeJay Awards 2009 (Årets danske mainstream-deejay)
- Danish DeeJay Awards 2011 (The Voice Clubbing Prisen)
- Danish DeeJay Awards 2011(Årets danske artist)
- Danish Music Awards 2011 (Årets Danske Club-udgivelse)
- GAFFA-Prisen 2011 (Årets danske navn)
- GAFFA-Prisen 2011 (Årets nye danske navn)
- GAFFA-Prisen 2011 (Årets danske elektroniske udgivelse)
- Danish DeeJay Awards 2012 (DK-prisen)
- Danish DeeJay Awards 2012 (The Voice Clubbing Prisen)
- Danish DeeJay Awards 2012 (Dancechart.dk prisen)
- GAFFA-Prisen 2015 (Årets danske Elektroniske udgivelse)